# Aconitum axilliflorum
Aconitum axilliflorum là một loài thực vật có hoa trong họ Mao lương. Loài này được Vorosch. mô tả khoa học đầu tiên năm 1941.